# Vicia costae
Vicia costae là một loài thực vật có hoa trong họ Đậu. Loài này được A.Hansen miêu tả khoa học đầu tiên.